# 霍赫格魯巴赫峰

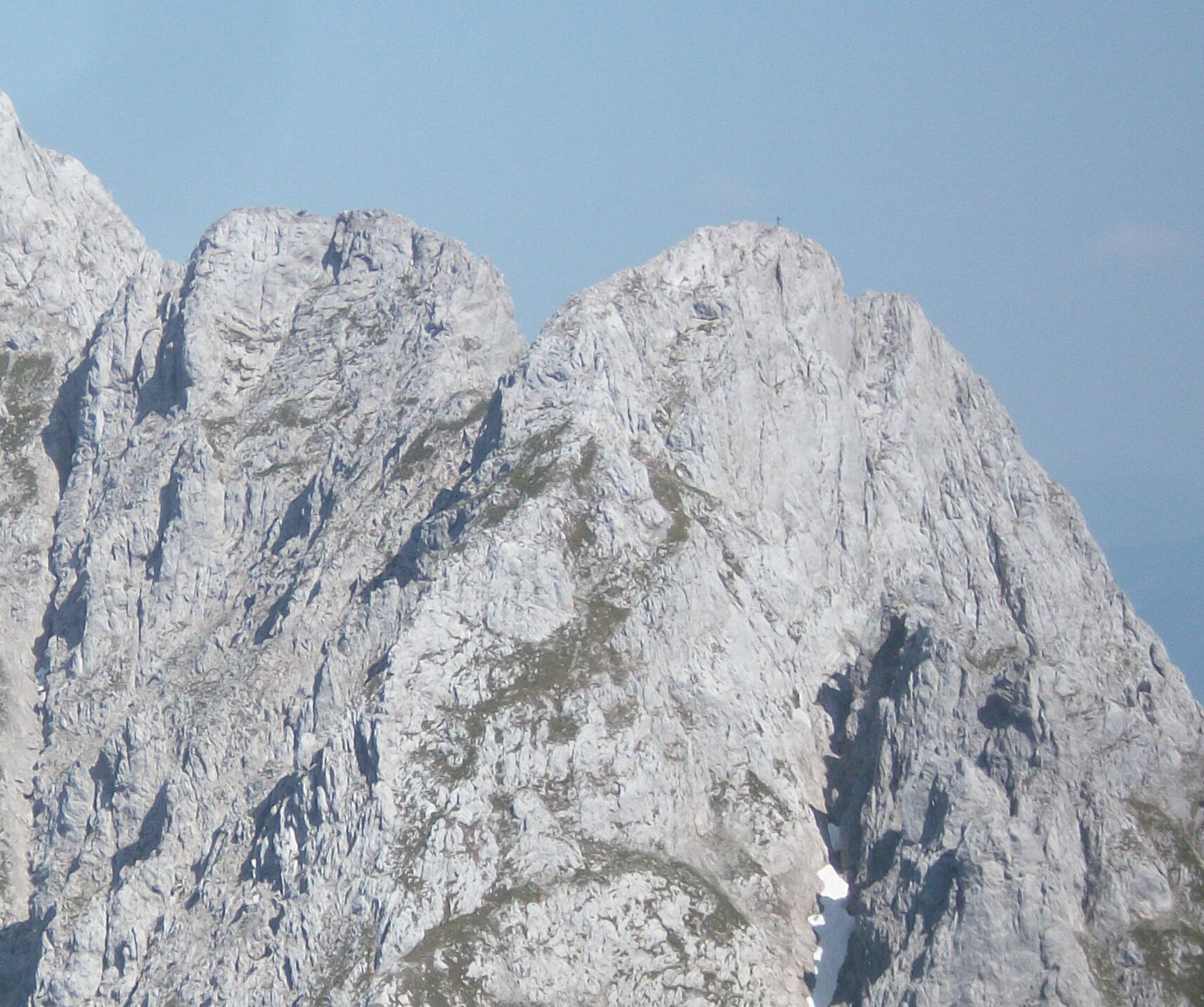

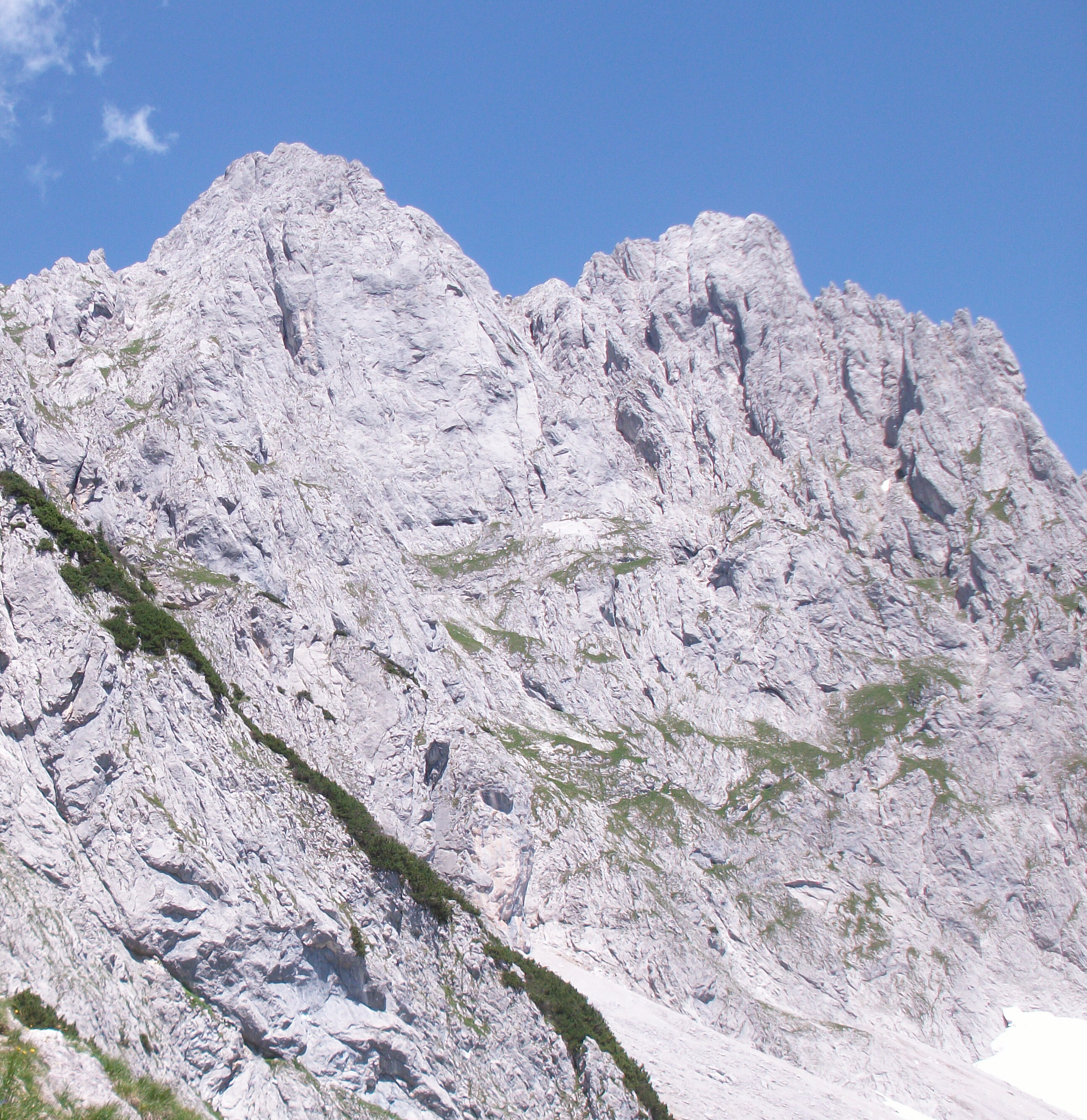

47°33′31″N 12°20′43″E / 47.55861°N 12.34528°E
霍赫格魯巴赫峰（德語：Hochgrubachspitzen），是奧地利的山峰，位於該國西部，由蒂羅爾州負責管轄，屬於皇帝山脈的一部分，距離阿克爾峰0.1公里，海拔高度2,284米。